# Kalimantan
Kalimantan là phần lãnh thổ thuộc chủ quyền của Indonesia trên đảo Borneo. Cái tên Kalimantan còn đồng thời là cách gọi ở Indonesia dành cho đảo Borneo.
Có năm tỉnh của Indonesia nằm ở Kalimantan, gồm Tây Kalimantan, Trung Kalimantan, Nam Kalimantan, Đông Kalimantan, Bắc Kalimantan. Tổng diện tích lãnh thổ Kalimantan của Indonesia là 582.593 km², chiếm 78,4% diện tích toàn Borneo. Dân số của Indonesia ở Kalimantan là 12 triệu người (năm 2004), chiếm ba phần tư dân số toàn Borneo.
| Tôn giáo ở Kalimantan (dữ liệu 2010) | Tôn giáo ở Kalimantan (dữ liệu 2010) | Tôn giáo ở Kalimantan (dữ liệu 2010) | Tôn giáo ở Kalimantan (dữ liệu 2010) | Tôn giáo ở Kalimantan (dữ liệu 2010) |
| ------------------------------------ | ------------------------------------ | ------------------------------------ | ------------------------------------ | ------------------------------------ |
| Religion                             | Religion                             |                                      | percent                              | percent                              |
| Hồi giáo                             | Hồi giáo                             |                                      | 78.23%                               | 78.23%                               |
| Tin Lành                             | Tin Lành                             |                                      | 8.99%                                | 8.99%                                |
| Công giáo Roma                       | Công giáo Roma                       |                                      | 8.86%                                | 8.86%                                |
| Phật giáo                            | Phật giáo                            |                                      | 1.94%                                | 1.94%                                |
| Khác                                 | Khác                                 |                                      | 1.35%                                | 1.35%                                |
| Không rõ                             | Không rõ                             |                                      | 0.31%                                | 0.31%                                |
| Ấn Độ giáo                           | Ấn Độ giáo                           |                                      | 0.27%                                | 0.27%                                |
| Thuyết vật linh                      | Thuyết vật linh                      |                                      | 0.23%                                | 0.23%                                |
| Không trả lời                        | Không trả lời                        |                                      | 0.02%                                | 0.02%                                |